# Bronisław Witecki
Bronisław Witecki (ur. 18 sierpnia 1889 w Warszawie, zm. 19 czerwca 1923 tamże) – major żandarmerii Wojska Polskiego.

## Życiorys
Bronisław Witecki urodził się 18 sierpnia 1889 roku w Warszawie, w rodzinie Stanisława i Marii. Pracował jako buchalter. Należał do Polski Partii Socjalistycznej – Proletariat i Organizacji Bojowej PPS. Został aresztowany przez władze carskie i skazany na przymusowe osiedlenie na terenie Syberii Wschodniej, skąd uciekł i trafił na obszar Galicji .
16 sierpnia 1914, po wybuchu I wojny światowej wstąpił do Legionów Polskich . Krótkotrwale służył w batalionie rekruckim Pawła Kittaya, po czym został przydzielony do żandarmerii polowej. Jako wachmistrz odbywał służbę w DW Naczelnego Komitetu Narodowego w Jabłonkowie pod koniec 1914. Następnie brał udział w walkach na froncie wschodnim, skąd został skierowany do Królestwa wraz z II Brygadą (służył w jej komendzie). Mianowany chorążym żandarmerii 11 listopada 1915. Od 15 lutego 1916 w c. i k. Komendzie Grupy Polskich Legionów. 27 marca 1916 roku został referentem ewidencyjnym c. i k. Komendy Grupy Polskich Legionów. 22 grudnia 1916 roku awansował na podporucznika z dniem 1 grudnia 1916 roku i 2. lokatą w Żandarmerii Polowej. Został szefem Kancelarii „B” Żandarmerii Polowej Legionów Polskich 1 lutego 1917. Wykładał służbę śledczą na rozpoczętym 1 kwietnia 1917 w Warszawie Wyższym Kursie Szkoły Żandarmerii. Po kryzysie przysięgowym od 28 sierpnia 1917 pełnił funkcję komendanta Ekspozytury Żandarmerii Polowej Polskiego Korpusu Posiłkowego w Warszawie (późniejsza EŻP WP, następnie Dowództwo Polskiej Żandarmerii Polowej).
U kresu wojny brał udział w rozbrajaniu Niemców na terenach polskich. Po odzyskaniu przez Polskę niepodległości wstąpił do tworzącego się Wojska Polskiego i od tego czasu służył w Żandarmerii Polowej. Przydzielony do Wydziału Defensywy w ramach Oddziału II Sztabu Generalnego Wojska Polskiego, po reorganizacji w listopadzie 1918 kierował Sekcją IIc i zajmował się kontrwywiadem, od grudnia 1918 był oficerem łącznikowym z żandarmerią w Wydziale IV Informacyjnym. Po kolejnej reorganizacji z marca 1919 kierował Wydziałem Defensywy w Sekcji Politycznej Departamentu Informacyjnego Ministerstwa Spraw Wojskowych. Od marca 1920 roku był szefem Sekcji 2. Defensywy Oddziału II Sztabu Ministerstwa Spraw Wojskowych (obie funkcje sprawował w stopniu porucznika).
14 października 1919 roku aresztował działaczy Komunistycznej Partii Robotniczej Polski: Maksymiliana Horwitza i Marię Koszutską. Mianowany rotmistrzem żandarmerii był przydzielony do 1 dywizjonu żandarmerii. Od 1 czerwca 1921 roku jego oddziałem macierzystym był 3 dywizjon żandarmerii. Po zakończeniu wojny polsko-bolszewickiej przeniesiony do rezerwy w stopniu rotmistrza. Później został zweryfikowany w stopniu majora ze starszeństwem z dniem 1 czerwca 1919 roku . W lipcu 1922 roku otrzymał z Ministerstwa Spraw Wewnętrznych pozwolenie na otwarcie pierwszego w Warszawie prywatnego biura detektywistycznego. „Centrala Detektywów Prywatnych Biuro Informacyjno-Wywiadowcze” miała swoją siedzibę przy ul. Żurawiej 32 m. 2.
Zmarł 19 czerwca 1923 roku w Warszawie. 21 czerwca 1923 roku został pochowany na Cmentarzu Wojskowym na Powązkach.
Bronisław Witecki był żonaty z Krystyną.

## Ordery i odznaczenia
- Krzyż Niepodległości – pośmiertnie
- Krzyż Kawalerski Orderu Odrodzenia Polski – 2 maja 1923[14][15][16]
- Krzyż Walecznych – czterokrotnie